# Billy Tauzin

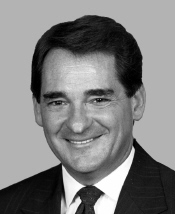
Billy Tauzin

Wilbert Joseph „Billy“ Tauzin (* 14. Juni 1943 in Chackbay, Lafourche Parish, Louisiana) ist ein US-amerikanischer Politiker. Zwischen 1980 und 2005 vertrat er den Bundesstaat Louisiana im US-Repräsentantenhaus.

## Werdegang
Billy Tauzin besuchte bis 1964 die Nicholls State University in Thibodaux. Nach einem anschließenden Jurastudium an der Louisiana State University in Baton Rouge wurde er im Jahr 1967 als Rechtsanwalt zugelassen. Politisch wurde Tauzin Mitglied der Demokratischen Partei. Zwischen 1963 und 1967 war er bei der Verwaltung des Staatssenats angestellt. Von 1972 bis 1980 saß er als Abgeordneter im Repräsentantenhaus von Louisiana.
Nach dem Rücktritt des Abgeordneten David C. Treen, der zum Gouverneur von Louisiana gewählt worden war, wurde Tauzin bei der fälligen Nachwahl für den dritten Sitz von Louisiana als dessen Nachfolger in das US-Repräsentantenhaus in Washington, D.C. gewählt. Dort trat er am 22. Mai 1980 sein neues Mandat an. Nach acht Wiederwahlen konnte er bis zum 3. Januar 2005 im Kongress verbleiben. Tauzin galt als einer der konservativsten demokratischen Abgeordneten. Im Jahr 1995 erschien ihm seine Partei als zu liberal; daher wechselte er zur Republikanischen Partei, als deren Kandidat er bei den folgenden Wahlen bis einschließlich 2002 in das US-Repräsentantenhaus gewählt wurde. Zwischen 2001 und 2004 gehörte er als Vorsitzender dem Energie- und Handelsausschuss an. Im Jahr 2004 verzichtete Tauzin aus gesundheitlichen Gründen auf eine erneute Kandidatur.
Nach seiner Zeit im US-Repräsentantenhaus wurde Billy Tauzin Präsident und Vorstandsvorsitzender einer pharmazeutischen Lobbyfirma. Er ist in zweiter Ehe verheiratet, aus seiner ersten Ehe hat er fünf erwachsene Kinder.